# 灰颈鼠兔
灰颈鼠兔（学名：Ochotona forresti）为鼠兔科鼠兔属的哺乳动物。在中国大陆，分布于云南、西藏等地，一般栖息于山地森林。该物种的模式产地在云南丽江西北。